# Dibamus deharvengi
Espèce
Dibamus deharvengi est une espèce de sauriens de la famille des Dibamidae. 

## Répartition
Cette espèce est endémique de la province de Bà Rịa-Vũng Tàu au Viêt Nam.

## Étymologie
Cette espèce est nommée en l'honneur de Louis Deharveng.

## Publication originale
- Ineich, 1999 : Une nouvelle espèce de Dibamus (Reptilia, Squamata, Dibamidae) du Vietnam. Bulletin de la Société Zoologique de France, vol. 124, n. 3, p. 279-286.